# ジョージ・クラリッジ・ドゥルース
ジョージ・クラリッジ・ドゥルース（George Claridge Druce、MA, LLD, JP, FRS, FLS、1850年5月23日 – 1932年2月29日） はイギリスの薬剤師、植物学者である。オックスフォードの市長も務めた。

## 略歴
ノーサンプトンシャー州のワトリングストリートに私生児として生まれた。村の学校を出た後、ノーザンプトンの薬局の見習いとなった。1872年に試験に受かり薬剤師となった。植物学に興味を持ち、ノーザンプトン博物学会の設立に参加した。1879年にオックスフォードに自分の薬局を開き、没するまで経営した。オックスフォードで最初に電話を所有した。
1828年に設立されたアシュモレアン協会を、1880年にオックスフォードシャー・アシュモレアン博物学会（Ashmolean Natural History Society of Oxfordshire）として改組し、1901年にオックスフォードシャー博物学会に統合させた 。著作に1886年の「オックスフォードシャーの植物」（"Flora of Oxfordshire"）、1887年の"Flora of Berkshire"、1926年の "Flora of Buckinghamshire"、1929年の"Flora of West Ross"がある。
1889年にオックスフォード大学から名誉修士を贈られ、1895年に植物学科の野外学芸員の称号を得た。特筆される発見としてはニレの変種、Ulmus minor var. plotiiを発見したことで、これにオックスフォードの植物学者、ロバート・プロットのを命名した) 。
1892年からオックスフォード市委員を務め、公衆衛生委員会の委員長でした。1896年から1897年の間、オックスフォードの保安官も務めた。1900年から1901年の間、オックスフォードの市長を務めた。ロンドン・リンネ協会、王立協会のフェローにも選ばれた。